# Houxie
Houxie (kinesiska: 后谢, 后谢乡) är en socken i Kina. Den ligger i provinsen Henan, i den centrala delen av landet, omkring 140 kilometer söder om provinshuvudstaden Zhengzhou. Antalet invånare är 67 027. Befolkningen består av 33 587 kvinnor och 33 440 män. Barn under 15 år utgör 17,0 %, vuxna 15-64 år 75 %, och äldre över 65 år 6,0 %.
Genomsnittlig årsnederbörd är 984 millimeter. Den regnigaste månaden är augusti, med i genomsnitt 180 mm nederbörd, och den torraste är januari, med 10 mm nederbörd.